# Hypolimnas thomsonii
Hypolimnas thomsonii är en fjärilsart som beskrevs av Butler 1883. Hypolimnas thomsonii ingår i släktet Hypolimnas och familjen praktfjärilar. Inga underarter finns listade i Catalogue of Life.